# Контрактовий будинок (Київ)
Контракто́вий буди́нок — історичний торговельний дім на Контрактовій площі на Подолі в Києві, зведений у 1815—1817 роках. Один із нечисленних взірців архітектури класицизму в місті. 
Назва споруди пов'язана з контрактами, тобто торговельними угодами, які укладались у його приміщенні. 
Адреса — вул. Межигірська, 1.

## Історія будівництва
Після пожежі 1811 року в Києві згорів дерев'яний 2-й поверх першого контрактового будинку, зведеного у 1800–1801 роках, внаслідок чого будівля виявилась непридатною для виконання своїх функцій. Саме тому у 1815—1817 роки за проектом англійського архітектора В. І. Гесте за участю українського архітектора А. І. Меленського було збудовано новий Контрактовий будинок.
Контрактовий будинок відразу планувався як головний осередок київських контрактових ярмарків, крім того в проектах, яким не судилось втілитись у життя, було також зведення будівлі магістрату, яка мала бути домінантною у комплексі, праворуч від якої розташовувався б Контрактовий дім, ліворуч мали побудувати поштову управу.

## Архітектура
Контрактовий будинок зведено в стилі класицизму. 
Головний фасад будівлі з боку площі має чотириколонний портик дорійського  ордеру, увінчаний трикутним фронтоном. Неправильні  контури планування (а саме непрямі кути у поєднанні стін, поворот колонади по відношенню до осі всієї будівлі) обумовлені конфігурацією  ділянки забудови. 
Центральні ділянки північного і західного фасадів прикрашені портиками пілястр дорійського ордеру, східний фасад — портиком з тричетвертних колон. При реконструкції інтер'єру меблі для будівлі була розроблена архітектором І. Й. Каракіс.

## Історія будинку
Київський контрактовий ярмарок діяв аж до Жовтневого перевороту 1917 року. До цього часу на контрактах, відповідно і в Контрактовому будинку побували М. В. Гоголь, Т. Г. Шевченко, Оноре де Бальзак, Адам Міцкевич та інші видатні особи тогочасності.
Крім того, на другому поверсі Контрактового будинку був зал для концертів. Тут виступали видатні митці — угорський піаніст і композитор Ференц Ліст (січень 1847, про що зараз сповіщає відповідна пам'ятна дошка — див. Галерею), польські музиканти — брати Г. і Ю. Венявські, скрипаль К. Ліпінський (не раз; його вважали суперником Нікколо Паганіні), бельгійський віолончеліст Ф. Серве («віолончельний Паганіні», автор музичної п'єси «Спогади про Київ»), італійська співачка А.Каталані (1823), російський скрипаль Г. А. Рачинський (у 1820-х), італійські оперні, також театральні трупи з Мадрида, Варшави, музичні капели з кріпаків, українські, польські і російські театральні трупи. У 1890-х у приміщенні Будинку відбувалися вистави, організовані Київським драматичним товариством.
Після 1917 в приміщенні Контрактового будинку працювали Торговельна академія і Торговельний музей, пізніше — різні технічні училища. З середини 1990-х у Контрактовому будинку розташувалась Міжбанківська валютна біржа, у організації діяльності якої значну роль відіграв відомий український банкір Вадим Гетьман (про що сповіщає відповідна меморіальна дошка на будівлі — див. Галерею).

## Галерея

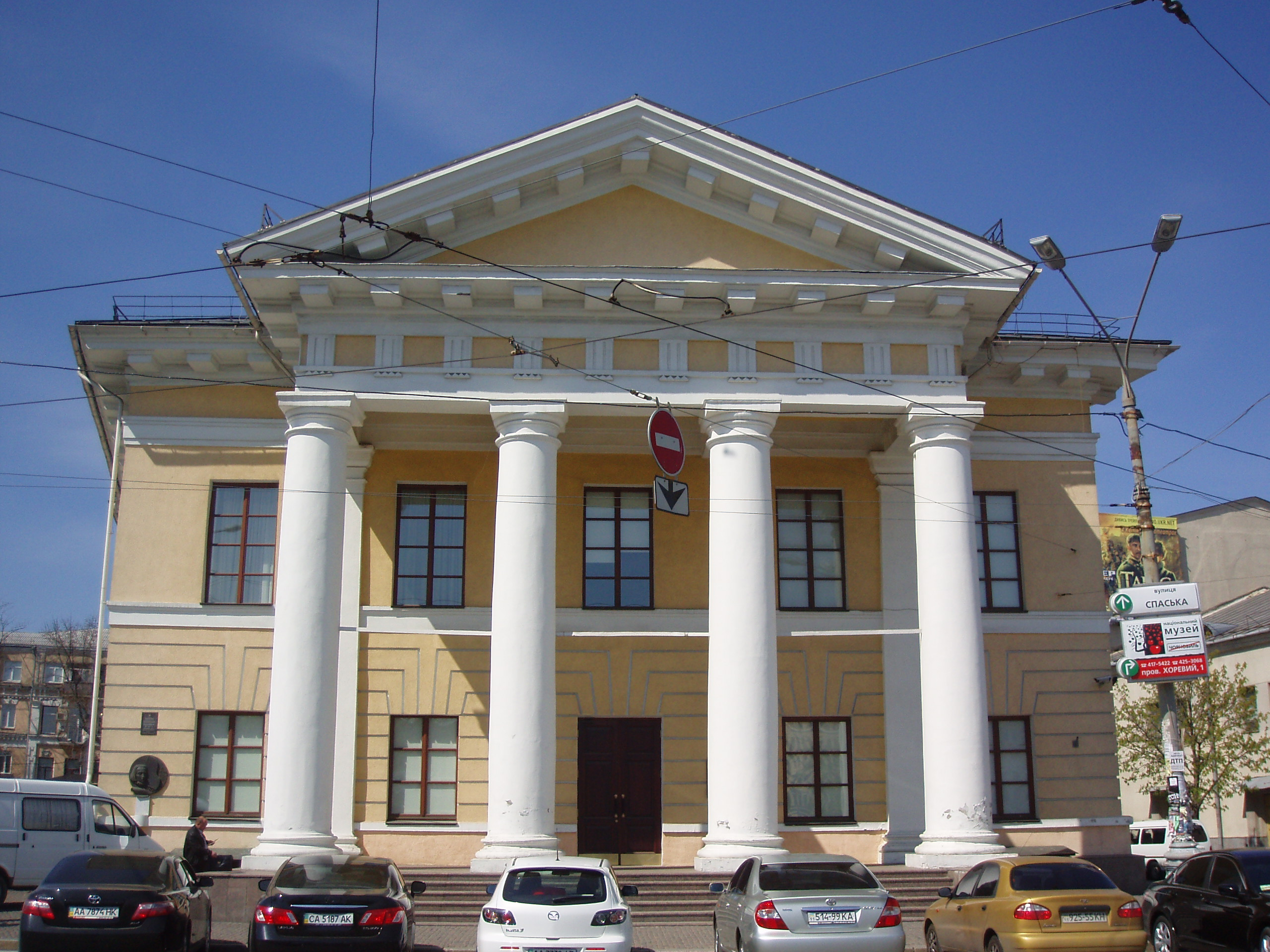
Головний фасад
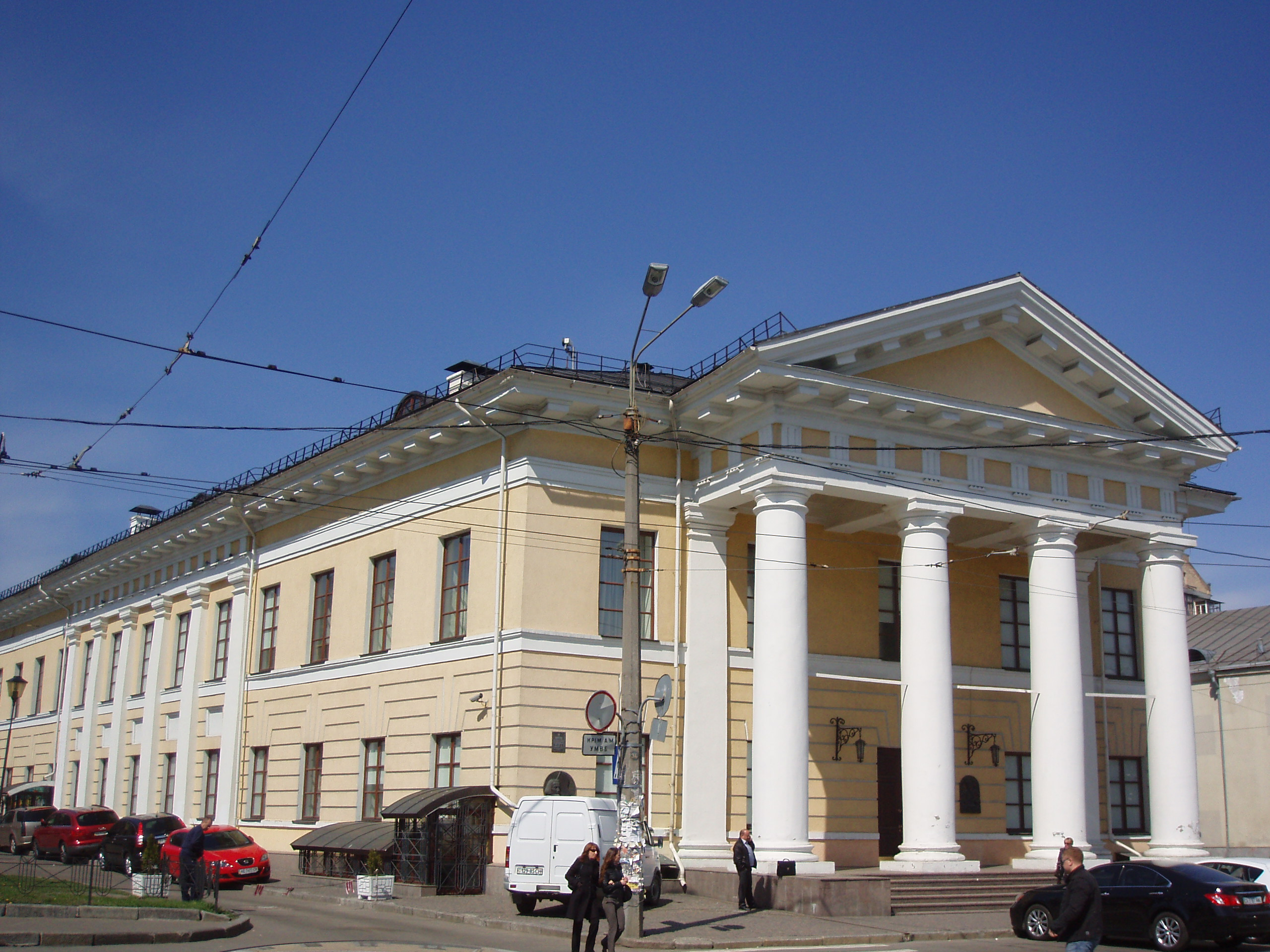
Вигляд під кутом
Меморіальна дошка на честь концерту Ференца Ліста в 1847 році та дошка архітектурної пам'ятки
Меморіальна дошка на честь Вадима Гетьмана